# ガイレンキルヒェン航空基地
NATOガイレンキルヒェン航空基地（NATOガイレンキルヒェンこうくうきち、英語: NATO Air Base Geilenkirchen、ドイツ語: NATO-Flugplatz Geilenkirchen）は、ドイツ連邦共和国ノルトライン＝ヴェストファーレン州ガイレンキルヒェンに所在する軍用飛行場。北大西洋条約機構（NATO）の下で運用されるボーイング E-3早期警戒管制機の主要作戦基地（MOB）に指定され、NATO早期警戒管制任務部隊（NAEW&CF）が置かれている。

## 歴史
NATOガイレンキルヒェン航空基地は、ドイツ連邦共和国ガイレンキルヒェン市の西約6kmのテヴェレン村の近くにある。620ヘクタールの敷地面積を有し、地元住民からはテヴェレン飛行場としても知られている。飛行場西側はオランダ王国との国境に近接している。
飛行場は森林保全地域と耕作地の囲まれた区域に、第二次世界大戦後イギリス空軍によって飛行場は開設される。1953年から1968年まで駐独イギリス空軍は迎撃機および全天候型要撃機を配備した。最終的に音速マッハ2を出すイングリッシュ・エレクトリック ライトニング戦闘機が配備され、1968年1月にガイレンキルヒェンから撤収する。
1968年3月、飛行場はドイツ連邦空軍に移管される。同年8月にドイツ連邦空軍はパーシング弾道ミサイルを装備する第2ミサイル航空団を配置し、アメリカ合衆国陸軍は支援のために第85野戦砲兵分遣隊を配置した。
北大西洋条約機構による決定によりNATO早期警戒管制任務部隊の編成準備を開始する。E-3A早期警戒管制機の運用を可能とするため、1980年に専用格納庫や支援設備などの大規模な改修工事が施された。
1980年1月、最初のE-3A部隊の要員が到着する。1980年10月にNATO防衛計画委員会（NATO-DPC）はE-3A部隊に多国籍軍司令部の地位を与える。1981年末までにドイツ軍ミサイル部隊は飛行場からガイレンキルヒェン北部にある、ニーダーハイト（Niederheid）に移駐する。アメリカ合衆国陸軍第85野戦砲兵分遣隊は1991年7月の解隊まで飛行場に残った。
E-3A部隊の飛行任務は最初のE-3A早期警戒管制機の引き渡し後、1982年2月から早期警戒任務を開始する。1982年3月31日にドイツ連邦共和国は正式にNATOへ飛行場管理運用権を移管する。E-3A部隊は1982年6月29日に正式運用され、1998年末頃には完全作戦能力を獲得する。
飛行場の工事は当初、重要である滑走路は新規の長さ3km級、幅45mの現代標準化工事から進められた。その後、新しい格納庫、エプロン、誘導路および管制塔が建設され、情報技術部（建屋に運用シミュレータと飛行シミュレータがある）と宿泊設備が新造された。既存の4つあった格納庫も合わせて大規模な改修工事が施された。
一方、建屋は現代標準化の改修工事が施され、ほかにも少数の設備が新築される。

## NATO E-3A部隊
E-3A部隊はNATOが保有する唯一の常設部隊であり、独自の歴史を持ち、その形態は多国籍におよんでいる。部隊指揮官（構成部隊指揮官）の地位は、アメリカ合衆国空軍またはドイツ連邦空軍の准将が着任した。E-3A部隊には五つの機能域がある。作戦団（OW）、後方支援団（LW）、基地支援団（BSW）、訓練団（TW）、情報技術団（ITW）に加えて、参謀部で構成される。各団長には特定のNATO加盟国の大佐によって統制されている。この多国籍部隊の人員はNATO加盟16箇国から合わせて3,000人以上の軍人と文民職員が含まれる。また、所属している軍人と文民職員は支援機能に含まれ、ドイツ連邦軍の連邦軍業務センターの要員や国立補助部門および社会ケア施設など共に各種任務にあたる。
17機のE-3A早期警戒管制機と3機の教育用E-3A輸送機は、全てボーイング707のエンジンに換装している。NATO早期警戒計画に基づきルクセンブルクは分担のために、20機の航空機全てがルクセンブルク籍に登録されている。
1980年代に地上設備と機体および搭載システムは定期的に近代化された。1990年代初めには二つの近代化計画が実行された。最終的に実行された中期近代化計画（NMT-Program）は2008年12月に完成する。航法システムの近代化が含まれる計画の下で、17機のE-3A早期警戒機と2機の訓練用E-3A輸送機は、デジタル通信システム、5つのオペレーター・ブラケットが追加され、その他コンソールなどが換装される。この近代化のおかげでNATOの任務遂行に重要な役割を果たした。
E-3A部隊には、NATO加盟28箇国のうち14箇国が参加している。ベルギー、デンマーク、ドイツ、ギリシャ、イタリア、カナダ、オランダ、ノルウェー、ポーランド、ポルトガル、スペイン、トルコ、ハンガリーおよびアメリカ合衆国が参加し、航空機搭乗員は訓練隊にて協同で訓練を受ける。通常、一定数のE-3A早期警戒機とTCAマシン部分はガイレンキルヒェン飛行場に置かれ、残りは前方展開拠点（FOB/FOL）が置かれた飛行場に分散配置する。この前方展開拠点はギリシャのアクシオン、イタリアのトラーパニ、トルコのコンヤ、ノルウェーのオーランドに置かれている。前方展開拠点は例外なくそれぞれの受入国の飛行場が利用され、約30人程度の兵士や民間人従業員ごとに各地で展開している。これらの要員はそれぞれ受入国が提供している。

## 基地の経済効果
ガイレンキルヒェン航空基地に勤務する3,000人以上の職員はドイツとオランダの周辺地域経済に貢献している。
ガイレンキルヒェン航空基地の経済効果の調査について、E-3A部隊によって実行された研究によって次のような結果が判明した。2008年には周辺自治体（半径200km以内の地域）に年間275.8百万ユーロが還流した。飛行場に雇用される人々の報酬・給料の金額は150.7百万ユーロ、飛行場使用に伴う費用81.3百万ユーロ、周辺の町村で間接的に創出された仕事で43.8百万ユーロ、地域レベルでは2007までに10.7百万ユーロの増加であった。全ての経済効果（全欧州と北米を対象とする）は2008年で447.3百万ユーロに達した。増加分のうち2007年の22.8百万ユーロが一致した。。

## 抗議
ドイツ・オランダ国境の両側には航空基地に対する住民の取り組みがある。これらは原則的に基地の存在に対してでなく、運用機体が発する騒音についてである。E-3A早期警戒管制機に搭載されているTCAエンジンは1950年代半ばに開発されたもので騒音が大きい。したがって、ガイレンキルヒェン飛行場へ向かう飛行経路下にある町では、ピーク時に100デシベルを測定している。これ以外に、旧式エンジンは最新型エンジンと比較して排気ガスを大量に放出する。旧式エンジンを搭載した機体の着陸については、発生する騒音と排気ガスを西欧各国空港に対応したボーイング707旅客機の民間バージョンを搭載することを求めた。
より近代的なエンジンの搭載が可能となるが、NATOは高額な経費のためこれを拒絶する。その代わりに、ガイレンキルヒェン周辺の経済効果を激減させることが確定的な東ヨーロッパへの移転案を提出する。NATO側は加盟国でも東側にあるポーランドまたはルーマニアに部隊を移転させることを検討する。
1999年1月にアメリカ合衆国軍ワシントン州兵所属の空中給油機がドゥルシュタルトヴェルズゥ（Durchstartversuch）付近にて離陸直後に墜落する。搭載していた航空燃料10.000リットルは燃え、乗員4名全員が死亡した。事故は環境保護者と空軍との間で1年におよぶ論争を招く。滑走路端の樹木の伐採が事故原因ではないかと疑われた。しかし、数箇月の試験結果により事故原因は尾翼の制御に技術的ミスが起きたことにより墜落したと結論づけた。6箇月後にこの結果が判明するまで、同型約200機の空中給油機が飛行禁止となった。

## 配置部隊・機関
- NATO航空基地
  - 欧州連合軍最高司令部ガイレンキルヒェン・ドイツ分担（基盤軍）
  - アーヘン連邦軍業務センター分所（国防施設管理・環境保護部）
  - ガイレンキルヒェン衛生センター（救業軍）
  - NATO早期警戒機ドイツ分担（空軍）
- ゼルフカント兵営
  - 連邦軍職務検証センター（基盤軍）
  - ガイレンキルヒェン青年士官部（基盤軍）
  - アーヘン連邦軍業務センター分所（国防施設管理・環境保護部）
  - 連邦言語局第10通訳業務部（国防施設管理・環境保護部）
  - 在欧州カナダ軍支援部隊（カナダ軍）